# Zguba
Zguba (COBISS) je mladinski roman Lenarta Zajca; izšel je leta 2001 pri Mladinski knjigi. 

## Vsebina
Roman je zgrajen na principu dnevniškega zapisa. Dogajanje je razpotegnjeno na dobo dveh let, pripovedovalec je odvetniški pripravnik Grega, ki popisuje svoj vsakdan ter vsakdan svojega najboljšega prijatelja Jake, filozofa in zgodovinarja, večnega idealista in nasprotnika šolskega sistema, pa čeprav je profesor.
Na začetku nam avtor poda sliko epiloga romana. Ena izmed vodilnih tem romana je pijančevanje. Jaka dobi službo profesorja filozofije in zgodovine na gimnaziji, poročen je z Vanjo, s katero se poznata že vse življenje. Grega pa spozna simpatično Nino, s katero se zbližata, nato tudi živita skupaj. Jaka pa v tem času začne poučevati, popisano je dogajanje na šoli, od teroriziranja in izsiljevanja s strani nadomestne ravnateljice Mateje do terorja in nasilja nad sošolci s strani dijaka Tadeja, pa tudi afera med Jako in dijakinjo Suzi. Popisano je tudi vsakodnevno pijančevanje v krogu prijateljev oz. v samoti, uživanje v spolnih odnosih, rop v trgovini, Ninina smrt ipd.